# Chitty-Hall-Baraitser-Syndrom
Das Chitty-Hall-Baraitser-Syndrom ist ein sehr seltenes angeborenes Fehlbildungssyndrom mit einer Kombination von Schwerhörigkeit, epiphysärer Dysplasie, Kleinwuchs und Entwicklungsverzögerung.
Die Bezeichnung bezieht sich auf die Autoren der Erstbeschreibung aus dem Jahre 1996 durch die englischen Humangenetiker L. S. Chitty, C. M. Hall und Michael Baraitser.

## Verbreitung und Ursache
Die Häufigkeit wird mit unter 1 zu 1.000.000 angegeben, bislang wurden zwei Brüder beschrieben. Die Vererbung erfolgt autosomal-rezessiv. Eine Ursache ist nicht bekannt.

## Klinische Erscheinungen
Klinische Kriterien sind:
- Manifestation im Neugeborenenalter
- ausgeprägte Schallempfindungs-Schwerhörigkeit beidseits
- Kleinwuchs
- Entwicklungsverzögerung mit leichter geistiger Behinderung und verzögerter Skelettreife
- epiphysäre Skelettdysplasie hauptsächlich an den Femurepiphysen
- Gesichtsdysmorphie mit dreieckigem Gesicht und spitzem Kinn, prominenter Stirn

Hinzu können Obstruktion der Tränenwege und Nabel- und Leistenhernie kommen.

## Diagnose
Die Diagnose ergibt sich aus der Kombination klinischer Befunde und kann durch humangenetische Untersuchung gesichert werden.